# Tercio de Queralt
El Tercio de Queralt fue una unidad militar del ejército de Felipe II de España, levada en Barcelona en el año 1587, por el noble catalán don Luis de Queralt y de Icart. Se disuelve en Flandes a finales de 1588, incorporándose sus compañías a otros Tercios.

## Historia efímera del Tercio de Queralt

### Leva del Tercio de catalanes
Con motivo de la preparación de la invasión de Inglaterra, Felipe II formó el mayor número de compañías catalanas para combatir en Flandes, al mando de Luis de Requesens y Zúñiga. Alejandro Farnesio, el cual comandaría la invasión, quería básicamente tropas españolas para la campaña porque, como escribió el rey Felipe II:
“… este ha de ser el nervio principal y brazo derecho y el que lo ha de asegurar todo, y así es muy puesto en razón que con esto mande V.Md., tener mano como la importancia del negocio y su real servicio los pide”.
Unas cuantas de estas tropas catalanas formaron el Tercio de don Luis de Queralt, además de los ya existentes Tercio de la Diputación de Cataluña y Tercio de la Ciudad de Barcelona, por el lugar de su leva y reclutamiento.
Luis de Queralt reclutó en 1587 un Tercio de catalanes, básicamente con bandoleros de aquella región que, queriendo congraciarse y perdonarse de con la autoridades, se apuntaron a la aventura. La leva fue en Barcelona, pero aparecieron voluntarios de toda Cataluña, y no solo bandoleros, pues había ciudadanos de prestigio.
Según crónicas, el Tercio se formó así:
“El Rey, nuestro señor, (…) mandó levantar un tercio y se arbolaron banderas para él den Barcelona y toda Cataluña, y debajo de ellas (…) se alistó mucha gente principal y soldados muy valerosos. (…) Y habiendo marchado por toda Italia llegaron a los Estados de Flandes”.
De las 18 compañías que se crearon, conocemos 11 capitanes del Tercio: Pau Bordoll, Felip Sacosta, Francesc de Cardona, Jeroni Descatllar, Diego Martínez de Guerra, Francesc de Marimon, Francesc Miralles, Bernat de Pinos, Guillermo Ramon de Pons, Rafael Terrades, y el propio Luis de Queralt.
La intención fue la de reclutar a 2600 efectivos, cifra que no se alcanzó.

### Traslado a Flandes
El Tercio de Queralt, junto a reclutas del Tercio viejo de Zamora (o de Bobadilla) embarcaron en Tarragona con destino a Lombardía y Milán para, a través del “Camino Español” durante dos meses, llegar a Flandes el 7 de diciembre de 1587. Contaba con 17 o 18 compañías y unos 1900 soldados. Fueron alojados en Warneton (a pocas leguas de Ypres y Lilla) junto al Tercio viejo de Zamora, aún este se alojó más tarde en otro lugar.
Entre los habitantes de Flandes, el Tercio era conocido por su particular manera de hablar como Tercio de los Valones de España, en cambio, para el resto de españoles eran el Tercio Papagayo, debido a su marcado acento al hablar castellano.

### Invasión de Inglaterra
En junio de 1588 fuero agrupados en Bomen con otros tres Tercios españoles (Tercio de Bobadilla, Tercio gemelo de Sicilia y el Tercio gemelo de Lombardía), con el regimiento irlandés del coronel Guillermo Estanley, y con el regimiento alemán del coronel italiano Ferrante Gonzaga di Bozzolo. Esta era, junto a otros Tercios valones, italianos y borgoñones, así como otros regimientos alemanes incluso corsos, los que componían la fuerza de desembarco de la Gran Armada para la invasión de Inglaterra. Una vez Bomen, se trasladaron a Dunquerque para ser embarcados. El 9 de agosto de 1588 embarcan pero, oídas las noticias sobre el mal tiempo, son desembarcados y alojados en Umen. El 12 de agosto vuelven a embarcar, pero de nuevo desembarcan ya conocidas las malas nuevas sobre la Gran Armada.

### Guerras de Religión de Francia
Los Tercios toman un camino diferente. El Tercio de Queralt, junto al Tercio viejo de Sicilia de Diego Enríquez de Castañeda y Manrique y el regimiento alemán de Ferrante Gonzaga partieron hacia Duffel (llamado Mantas por los españoles), llegando el jueves día 15 de agosto de 1588 a Amberes.
El Tercio que Queralt estuvo presente en el sitio de Bergen-Op-Zoom (desde el 24 de septiembre hasta el 13 de noviembre de 1588) junto a los Tercios viejos antes mencionados, pero no participó en la batalla, lo cual fue suerte dado el gran número de bajas que hubo.

### Reforma del Tercio
Después de Bergen, por medio del inspector General de Flandes don Juan Bautista de Tassis y de Wachtendonk, el Tercio de Queralt fue re-distribuido (reformado) para reforzar los maltrechos Tercios, el de Bobadilla (en ese momento al mando de Manuel de Vega Cabeza de Vaca), viejo gemelo de Lombardía (Sancho Martínez de Leyva) y viejo gemelo de Sicilia (Diego Enríquez de Castañeda y Manrique). Esta re-distribución se basa en la falta de veteranía en combate de los bisoños catalanes, frente a la elevada experiencia de los miembros de los Tercios viejos, actitud de proceder muy habitual en cualquier ejército.
Tras la reformación del Tercio de Queralt solo quedaron en servicio en la zona los tres Tercios viejos mencionados. No se sabe exactamente dónde fueron a parar cada una de las compañías catalanas, pero parece que la mayoría de sus soldados fueron al Tercio Gemelo de Sicilia.